# Săucani, Bihor
Săucani (maghiară Szokány) este un sat în comuna Răbăgani din județul Bihor, Crișana, România. La recensământul din 2002 avea o populație de 547 locuitori dintre care 546 români și 1 maghiar.

## Istoric
Prima menționare scrisă este la 1580. Până în 1919, a aparținut Ungariei. După Dictatul de la Viena, rămâne în hotarele României.

## Evoluția statistică  a populației
Anul 	   Locuitori       Structura etnică (Observatii)
- 1880: ||||| 513 locuitori - români 509, maghiari 4
- 1890: |||||| 609 locuitori - români 603, maghiari 5, evrei 1
- 1900: |||||| 628 locuitori - români: 625, maghiari 3
- 1910: |||||| 646 locuitori - români: 637, maghiari 6
- 1920: ||||||| 683 locuitori - români: 677, maghiari ...., evrei: 6 (Situatia diferita a structurii etnice este, probabil, urmarea declaratiilor la recensamint, dupa unirea Transilvaniei cu Romania)
- 1930: |||||||| 783 locuitori - români: 777, evrei: 5,  țigani: 1
- 1941: ||||||||| 852 locuitori - români: 846, alte etnii 6, (Recensământul este după Dictatul de la Viena, in perioada legionarilor, cind au avut loc deportările evreilor )
- 1956: ||||||||||| 892 locuitori - români: 892 (Maximum cunoscut)
- 1966: ||||||||||| 876 locuitori - români: 873 (In 1964 a inceput migrația spre Banat, dupa colectivizarea din 1963)
- 1977: |||||||||| 753 locuitori - români: 753 (In 1968 a inceput migrația tinerilor spre școli si orașe)
- 1992: |||||| 593 locuitori - români: 593
- 2002: ||||| 547 locuitori (Aproape cit la 1880) - români: 546,  maghiari: 1
- Sursa:Erdély etnikai és felekezeti statisztikája Arhivat în 7 martie 2016, la Wayback Machine.

## Atracții turistice
- Biserica de lemn din Săucani

## Galerie de imagini

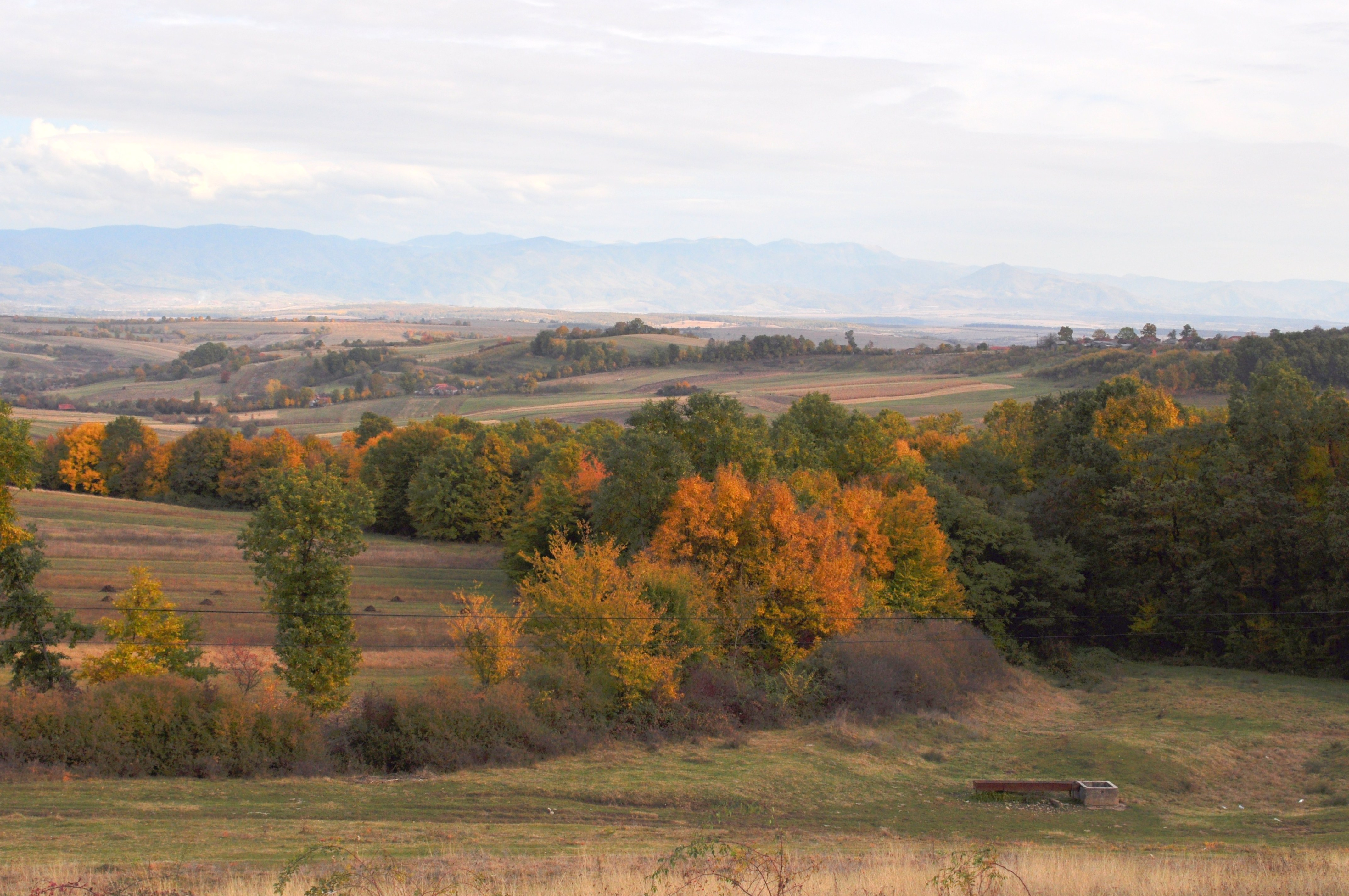
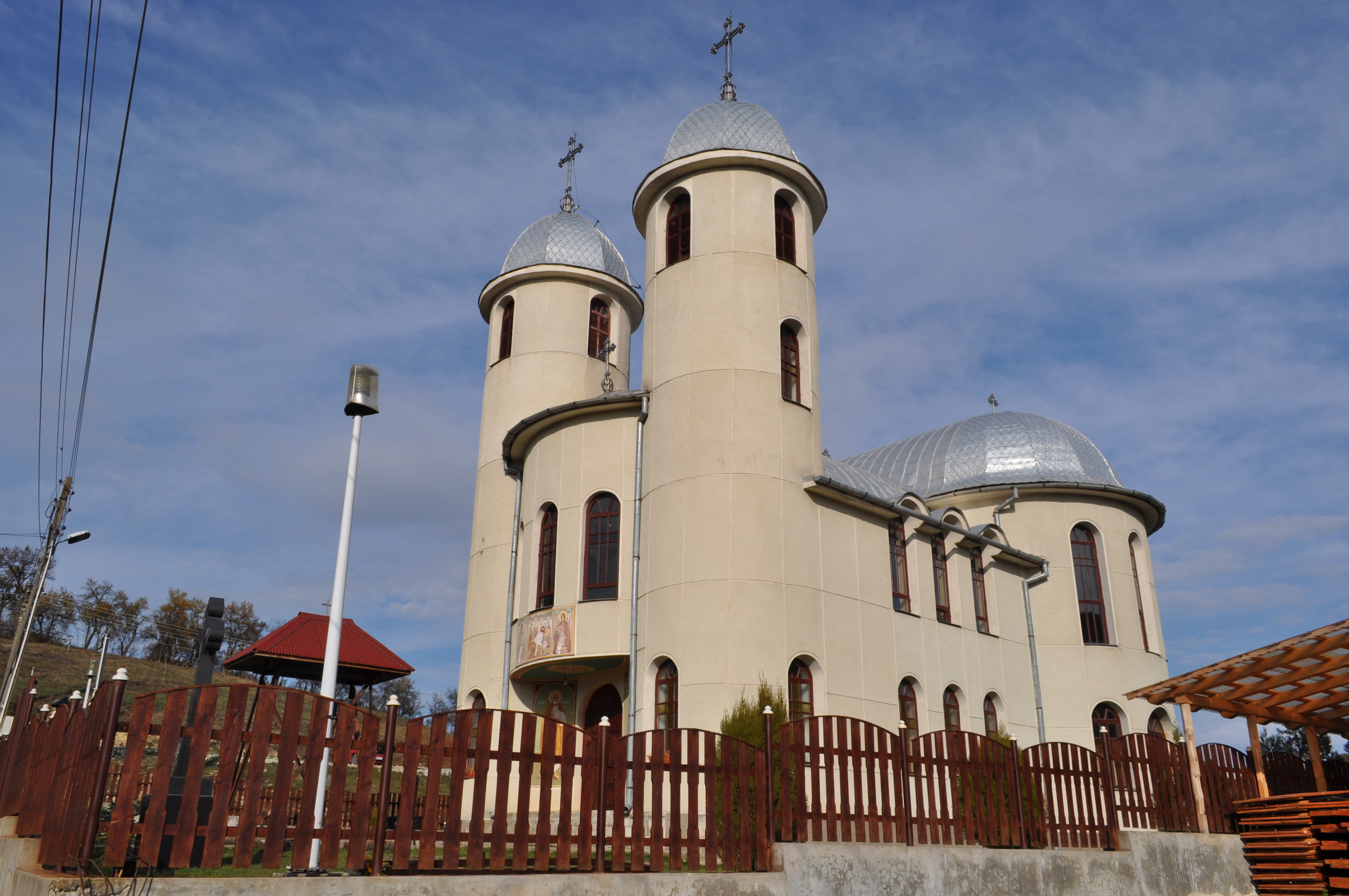
Biserica nouă cu hramul „Nașterea Maicii Domnului”
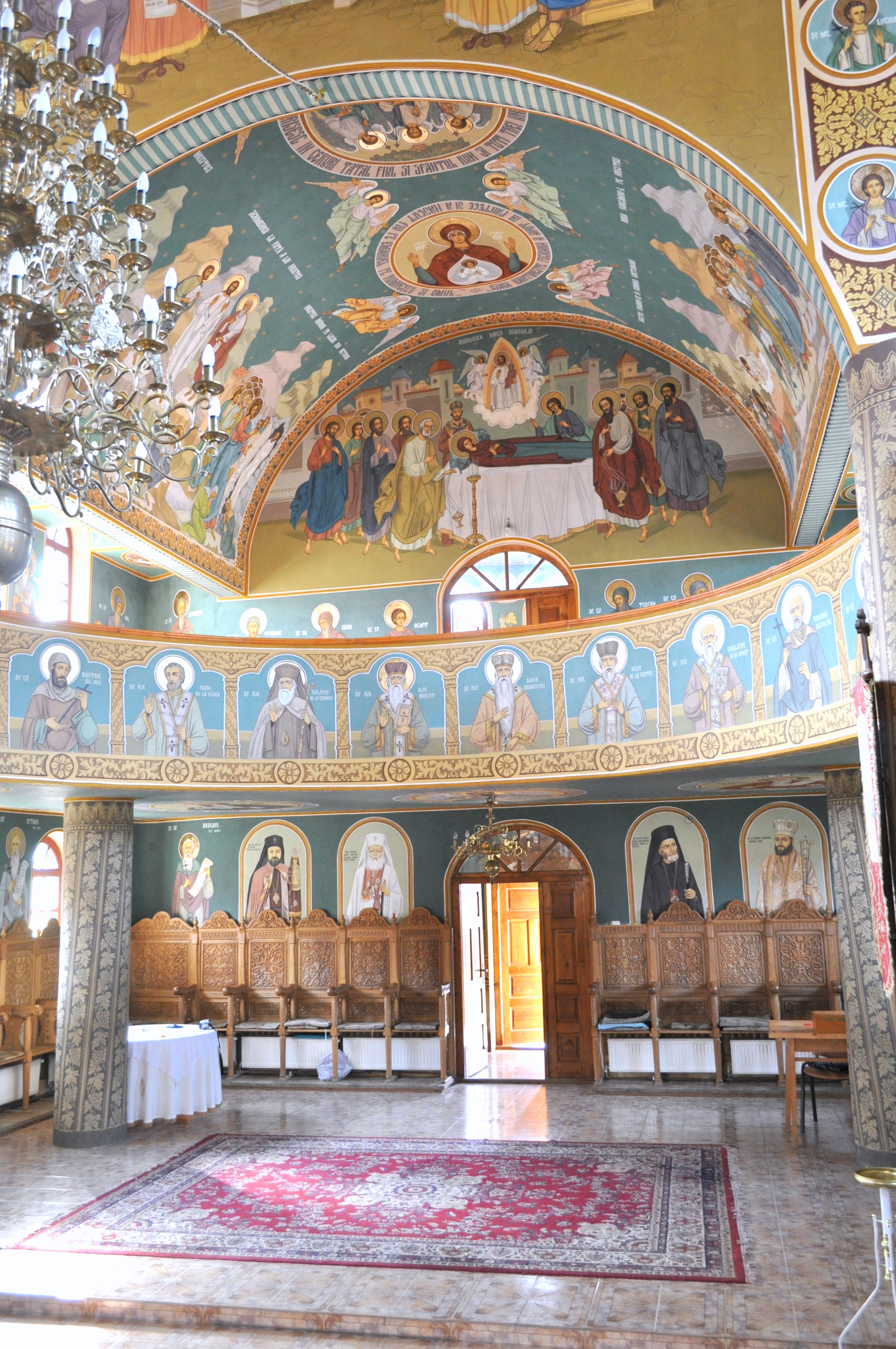
Biserica nouă cu hramul „Nașterea Maicii Domnului” (interior)
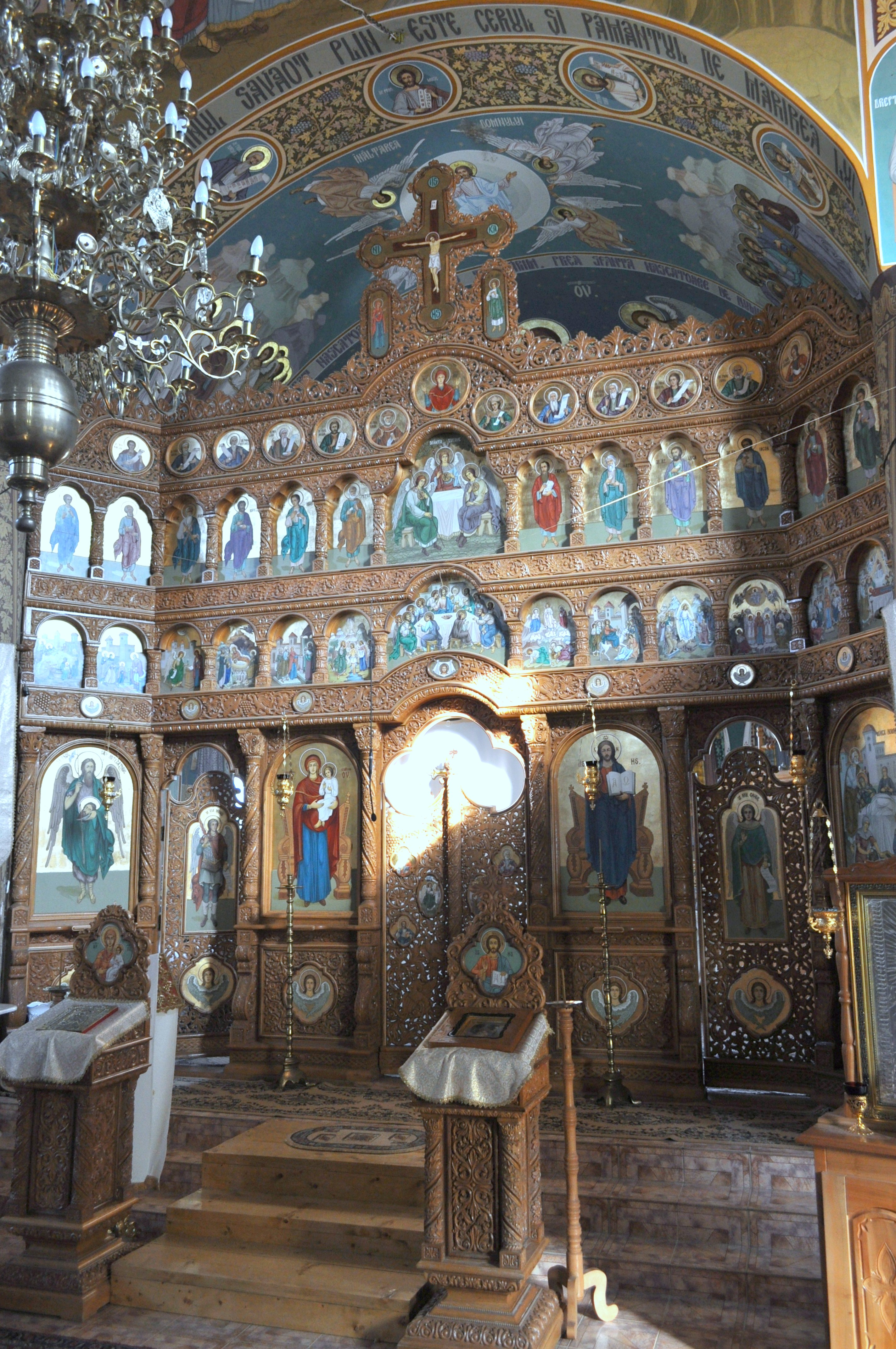
Biserica nouă cu hramul „Nașterea Maicii Domnului” (interior)
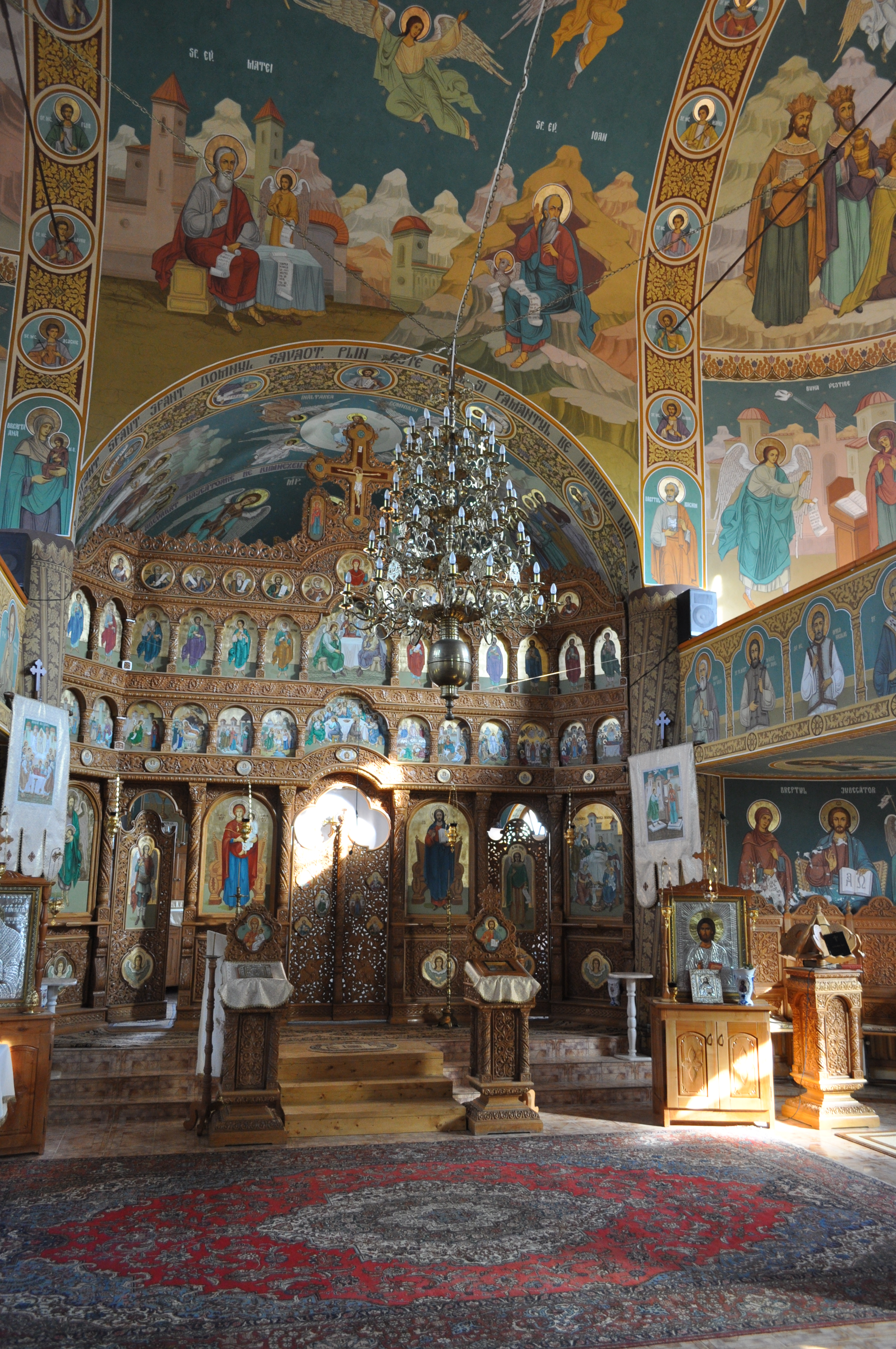
Biserica nouă cu hramul „Nașterea Maicii Domnului” (interior)
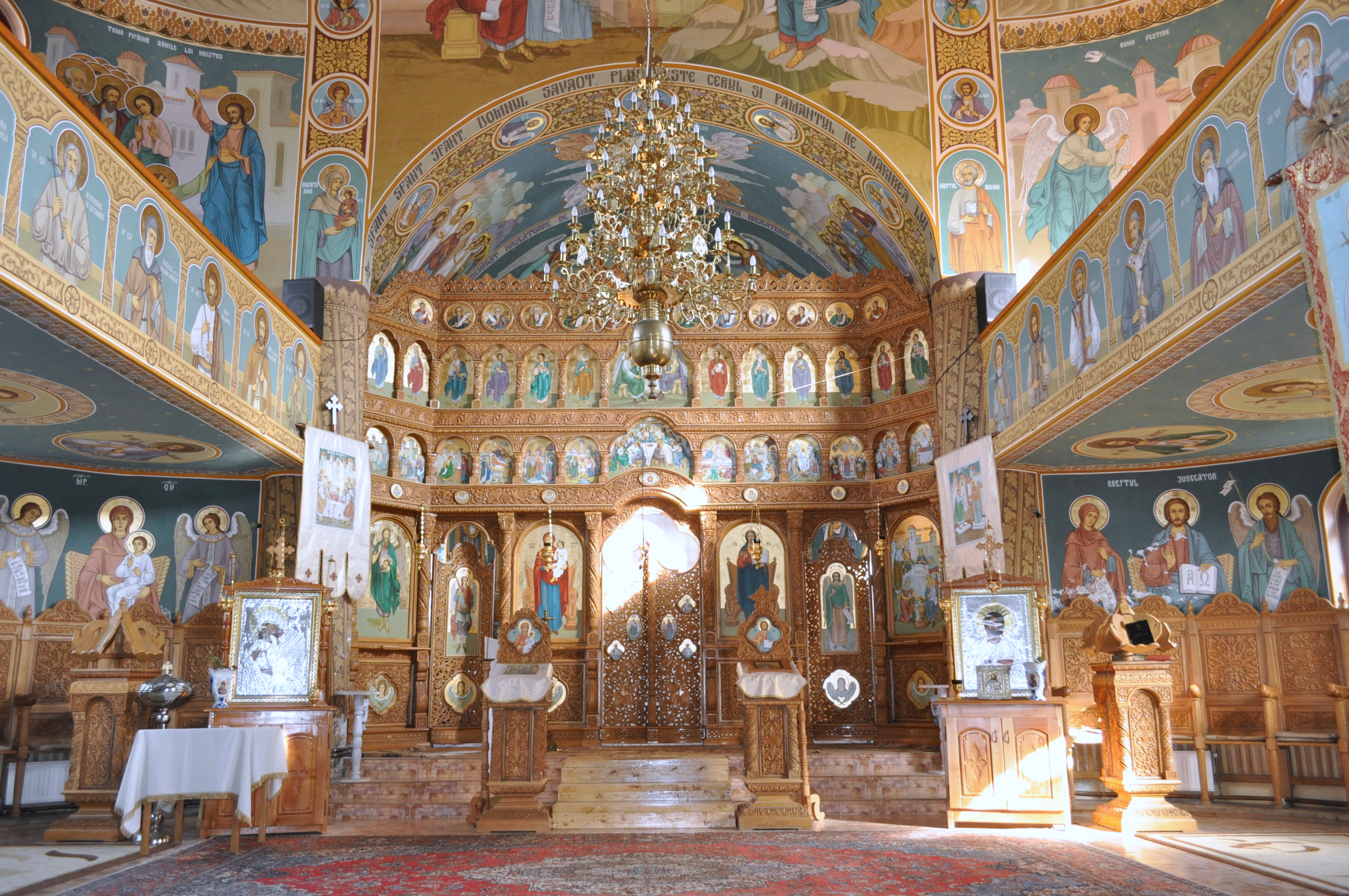
Biserica nouă cu hramul „Nașterea Maicii Domnului” (interior)
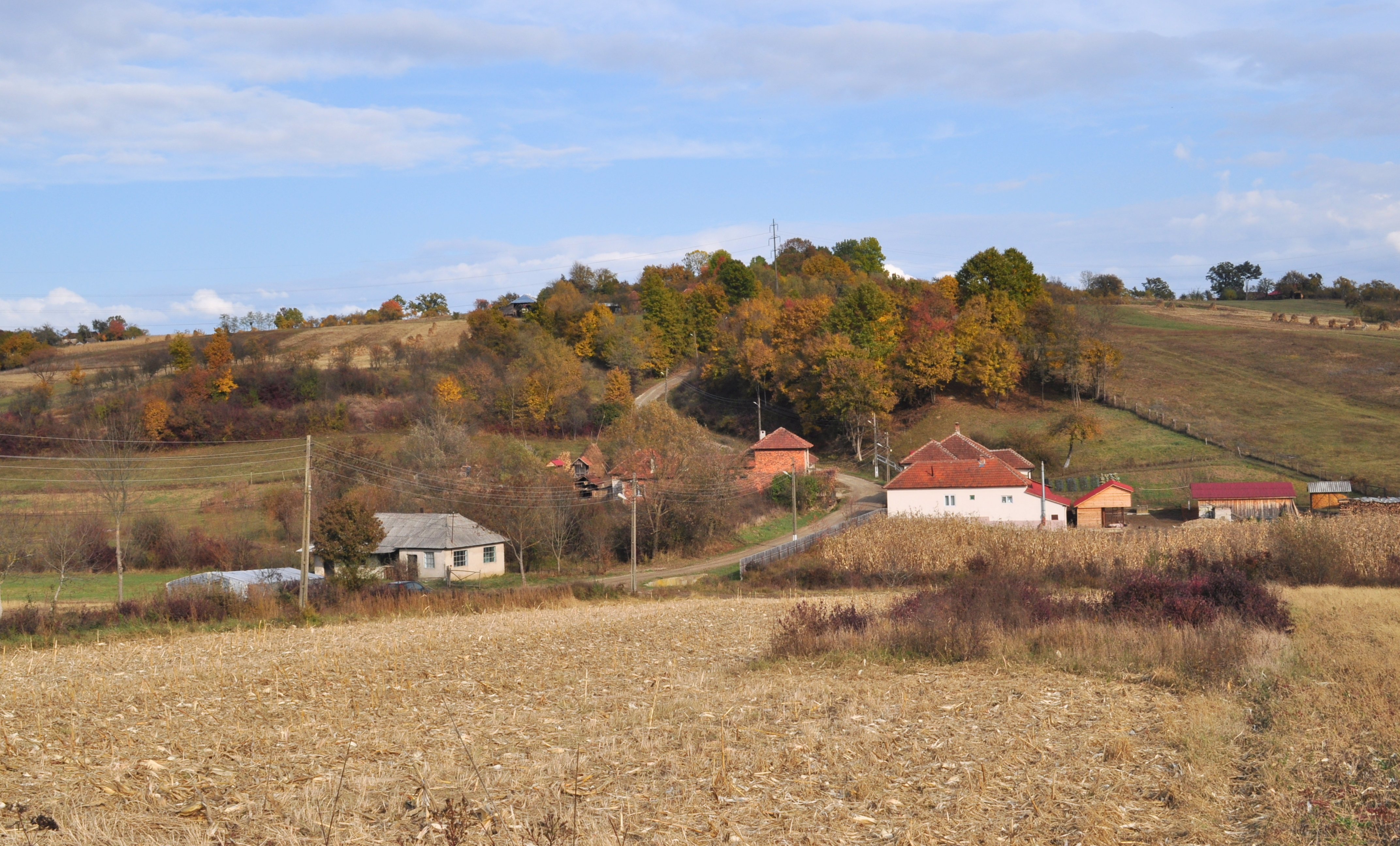
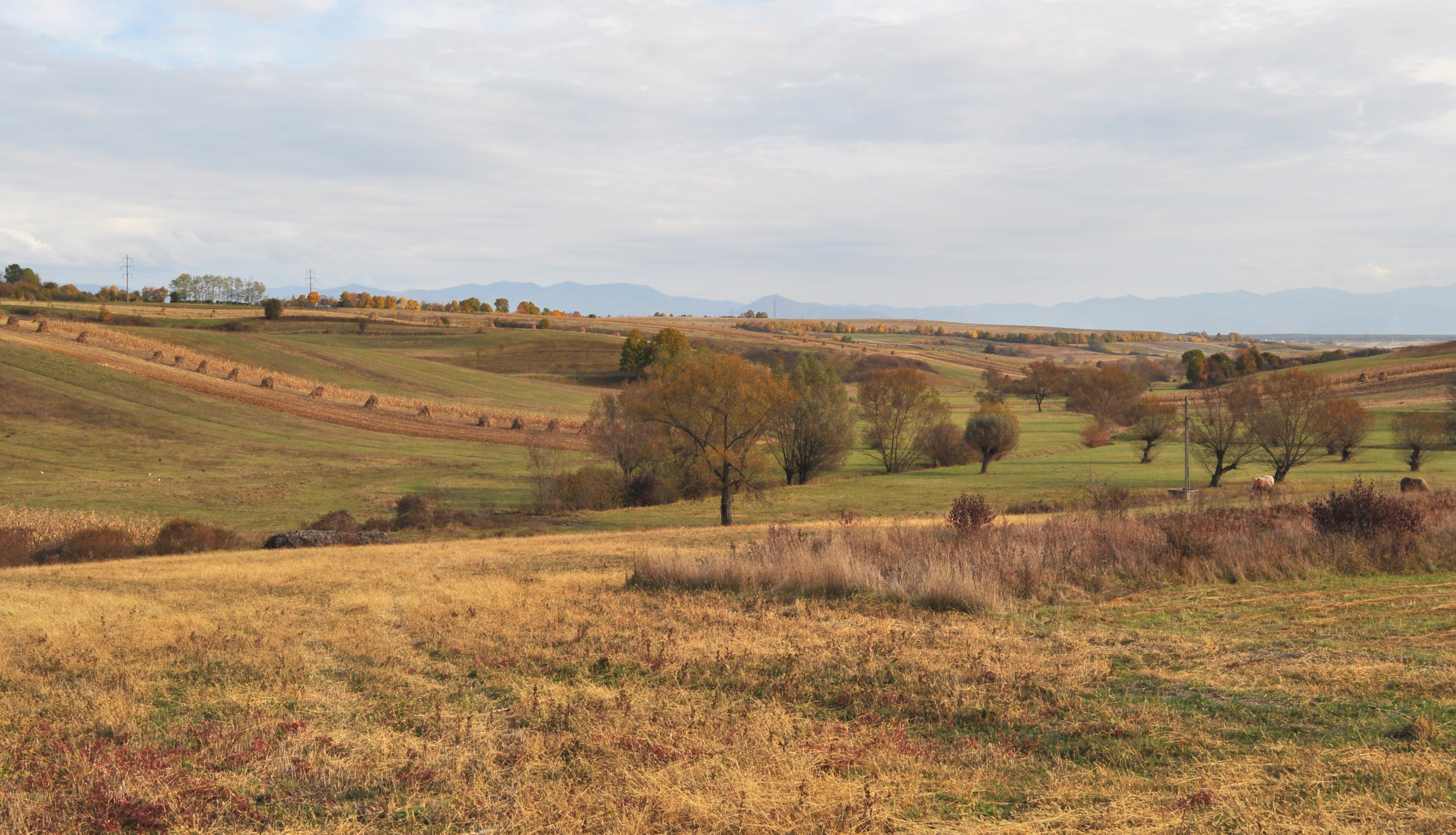